# ویتوگی
ویتوگی (به انگلیسی: Vaitogi) یک منطقهٔ مسکونی در ایالات متحده آمریکا است که در ساموآی آمریکا واقع شده‌است. ویتوگی ۰۳٫۲۵ کیلومتر مربع مساحت و ۹۳۶ نفر جمعیت دارد.